# Meliosma violacea
Meliosma violacea är en tvåhjärtbladig växtart som beskrevs av José Cuatrecasas och Idrobo. Meliosma violacea ingår i släktet Meliosma och familjen Sabiaceae. Inga underarter finns listade.